# Antònia Pons i Cervera
Antònia Maria Francisca Pons Cervera (Arbúcies, 13 de novembre de 1837, no es tenen dades de la data i el lloc de defunció) va ser una mestra catalana.
Va dedicar la seva vida laboral a la docència. Se sap que va exercir com a mestra a Caldes de Malavella abans de ser proposada per la Junta Provincial Pública de Girona per a ser, més endavant, nomenada mestra a Palafrugell el setembre de 1890. En el centre on exercia a partir d'aquest any, hi assistien gairebé una cinquantena de noies, repartides en dos torns, matins i tardes. Això es pot saber per la inspecció educativa realitzada a l'any 1896 (en què es registren aquestes dades), que d'alguna manera critica l'estat del centre i les dificultats econòmiques que aquest afronta, tot i així, la premsa en va recollir una opinió positiva. A l'any 1897, el diari El Distrito es fa ressò i demana l'acció de les autoritats locals a causa de la poca abundància de nenes en l'escola dirigida per Antònia Pons, en contrast amb el nombre de famílies que habiten a la població i que tenen infants que hi podrien assistir.
Antònia Pons va finalitzar la seva carrera docent el 1899 en jubilar-se.